# Mustafakemalpaşa
Mustafakemalpaşa – miasto w Turcji w prowincji Bursa.
Przez miasto przepływa rzeka Mustafakemalpaşa.
Według danych na rok 2000 miasto zamieszkiwało 46731 osób.